# Talayan
Talayan ist eine philippinische Stadtgemeinde in der Provinz Maguindanao del Sur. Sie hat 30.032 Einwohner (Zensus 1. August 2015).

## Baranggays
Talayan ist politisch in 29 Baranggays unterteilt.
| - Muti - Ahan - Bagan - Boboguiron - Brar - Damablac - Fugotan - Fukol - Kalumamis - Kateman - Katibpuan - Kedati - Lanting - Linamunan - Lambayao | - Macasampen - Marader - Midtimbang (Pob.) - Muslim - Binangga North - Sampao - Binangga South - Talayan - Tamar - Dimakita Street - Tambunan I - Tambunan II - Timbaluan - Datalpandan - Tulunan |